# Musculus obliquus superior bulbi
De musculus obliquus superior bulbi of bovenste schuine oogspier  is een van de twee schuine oogspieren.
De musculus obliquus superior bulbi ontspringt mediaal aan het lichaam van het wiggenbeen. Dicht bij de rand van de oogkas loopt zijn pees door de trochlea. Hij buigt met een scherpe hoek naar achter en zit vast onder de musculus rectus superior bulbi op de temporale zijde van de oogbol.
Hij roteert de bovenste helft van de oogbol nasaalwaarts, trekt de oogbol iets naar beneden en abduceert licht.